# Dani Clos
Daniel Clos Álvarez (Barcelona, España; 23 de octubre de 1988) más conocido como Dani Clos, es un piloto español de automovilismo y creador de contenido en internet. En 2012 fue piloto de pruebas de la escudería española HRT Formula 1 Team en la Fórmula 1, participando en seis entrenamientos libres oficiales.
Entre su palmarés destaca un título de Fórmula Renault 2.0 Italiana conseguido en 2006, y una victoria y nueve podios en cuatro temporadas de GP2 Series. En 2007, formó parte del Programa de Pilotos Renault F1.
Desde 2024 compite en la E1 Series, en la temporada inaugural lo hizo con el equipo Sergio Pérez E1 Team, y en 2025 con el Aoki Racing Team, debutando con victoria en el GP de Jeddah.

## Carrera

### Karting
Se inició en el mundo del karting en 1997, fue un kartista bastante exitoso dentro de la categoría ICA Junior de karting, ganando el campeonato catalán ICA Junior en 2001, superando entre otros al hermano del ex-rival de la F3 Euroseries Daniel Campos-Hull, Oliver. El éxito continuó en 2002, cuando ganó el Trofeo de la Copa Campeones y terminó décimo en el Open Masters de Italia, contra un grupo de pilotos de la más alta calidad, incluidos Nico Hülkenberg, Sébastien Buemi, Nelson Panciatici y Natacha Gachnang, entre otros.
2003 fue de lejos su mejor año de karting, ganando tanto el prestigioso Trofeo Andrea Margutti con un MGM Racing Birel venciendo a Miguel Molina y Jules Bianchi, como el Campeonato de España de karting ICA Junior. En 2004 progresó a la categoría Fórmula A de karting y decidió combinarlo con la primera de sus temporadas en monoplazas. Terminaría 36º en el Campeonato de Europa de Fórmula A, con solo un punto.

### Fórmulas Renault
Debutó con los monoplazas en la Fórmula Renault 1.6 Española en 2004 consiguiendo varios podios y victorias que le permitieron pasar a la Fórmula Renault 2.0 Italiana y a la Eurocopa de Fórmula Renault 2.0 en 2005 dentro del Programa de Jóvenes Pilotos del Circuit de Catalunya y con de la escudería Pons Racing. Siguiendo el mismo programa en 2006, pero cambiándose a la escudería Jenzer Motorsport, consiguió el título del campeonato italiano tras lograr ganar ocho de las últimas nueve carreras para sorpasar a su máximo rival de la temporada Adrian Zaugg y ganar el campeonato por 36 puntos de ventaja. Logró cuatro dobles victorias en Spa, Hockenheimring, Misano y Monza y terminó segundo en la carrera única de Varano. En la Eurocup terminó séptimo tras realizar una muy mala segunda parte del campeonato, habiendo sido el mejor en la primera.

### Fórmula 3 Euroseries
Esa temporada subió de categoría y pasó al campeonato europeo de Fórmula 3, las F3 Euroseries, enrolado en el equipo Signature Plus consiguiendo en su primera temporada como mejor resultado un 4.º puesto. Para la siguiente temporada fichó por el equipo Prema consiguiendo dos podios esa temporada que le valieron para acabar en 14.º posición el campeonato. En 2008, aparte de competir en las F3 Euroseries, realizó diversos test para otras categorías tales como la GP2 con la escudería BCN Competición o la Fórmula Renault 3.5 con Epsilon Euskadi. Para estos últimos llegaría a disputar 4 carreras como sustituto de Adrián Vallés.

### GP2 Series

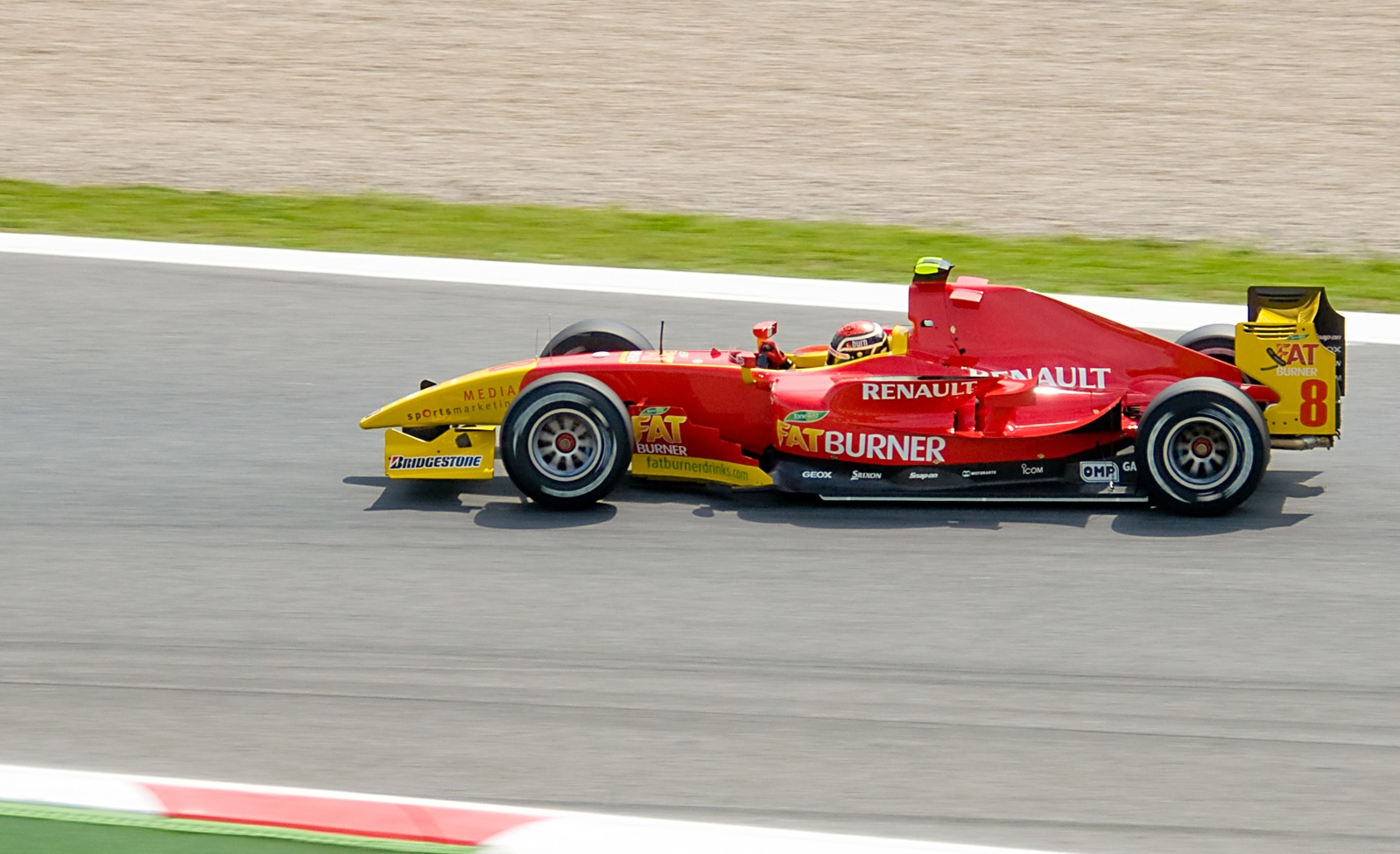
Dani Clos en GP2 Series.

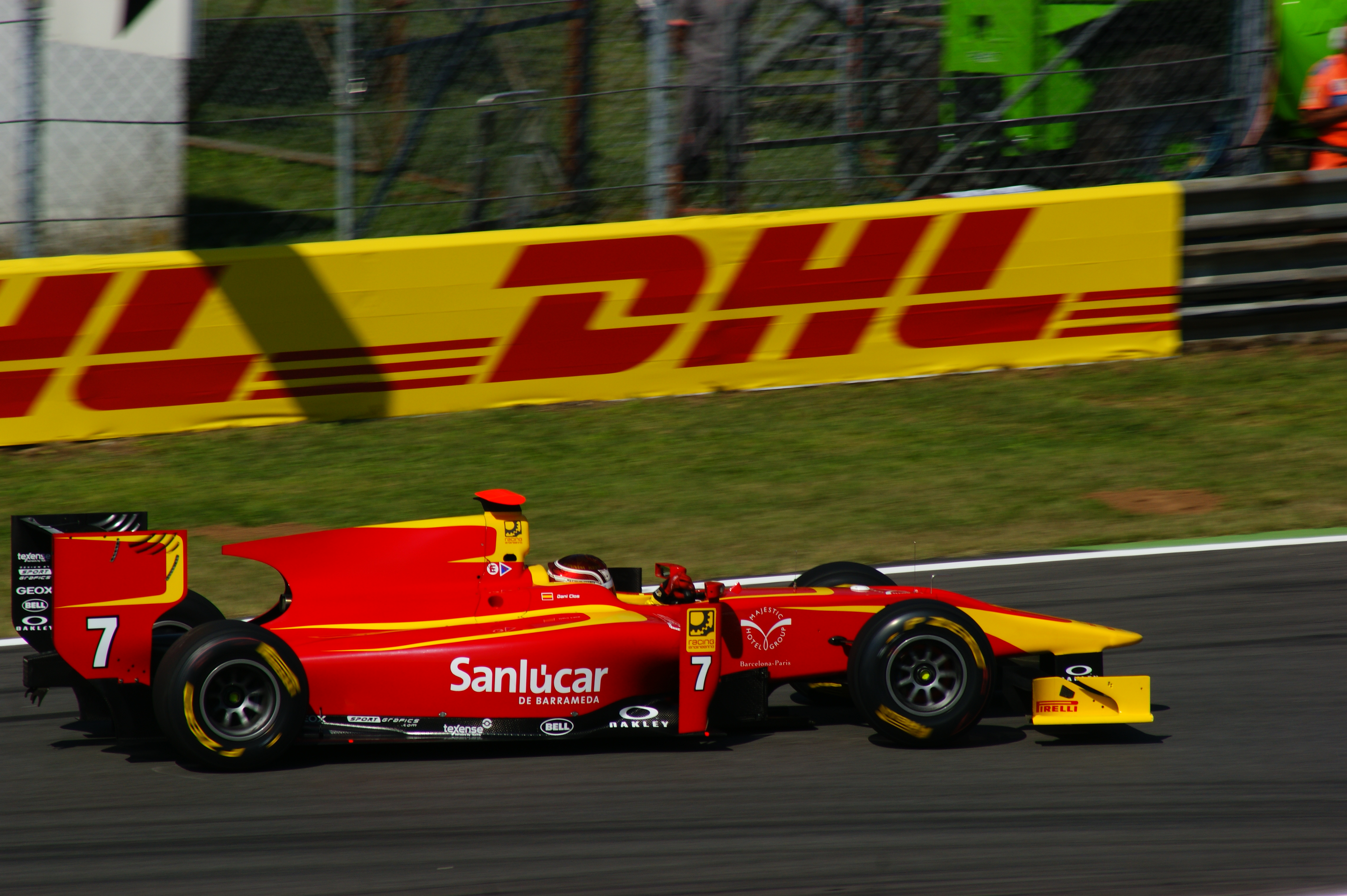
Dani Clos en GP2 Series.

Fue llamado por el equipo Racing Engineering para sustituir a Javier Villa en la temporada 2009 en la cual terminó tercero en la última carrera de la temporada. En 2010 corre con Trident Racing en Abu Dabi y Baréin, en lo que fueron la segunda y cuarta prueba puntuable de las GP2 Asia Series 2010. En la temporada 2010 otra vez con Racing Engineering, logra una victoria y diversos podios que le ayudan a conseguir la 4.ª posición en la clasificación final. En 2011 termina noveno en el campeonato con 30 puntos, siendo una temporada marcada por el gran desgaste de neumáticos de su Racing Engineering. Logra como mejores resultados 2 segundos puestos, a pesar de haber liderado varias carreras a lo largo de la temporada. En 2013 fichó por MP Motorsport a mitad de temporada concluyendo con un segundo puesto en la última carrera.

### Fórmula 1
Durante el año 2007 estuvo en el programa de desarrollo de pilotos de Renault. Al final de la temporada siguiente, fue llamado por la escudería Williams para realizar tests en septiembre y en diciembre.
A finales de 2011, prueba con HRT F1 Team en los tests de jóvenes pilotos y para 2012, se anunció que sería su piloto de pruebas de la escudería española. Además, de disputar diversos entrenamientos libres con el HRT (debutó oficialmente en entrenamientos libres en la  «máxima categoría» en el GP de España), colaboró durante toda la temporada con Antena 3 en sus retransmisiones de Fórmula 1. También ha sido comentarista de Movistar Fórmula 1 durante parte de las temporadas 2014 y 2015.

### Apariciones esporádicas posteriores
Tras el año como tester en F1, Dani Clos dejó de correr regularmente por los circuitos, tras las cinco rondas que corrió con la GP2 en 2013, en 2014 realizó pruebas para el equipo Race Performance con un LMP2 que participó en European Le Mans Series. y fue llamado para participar en una ronda de la Fórmula Acceleration 1. En 2016 fue invitado por la fallida TransAm Euro a disputar las dos horas del Jarama en el CER Long Distance. En 2017 se fue a América a disputar una ronda de la SprintX GT Championship Series con un GT Cup, dentro de la categoría Pro-Am. Finalizó tercero en la clasificación final, si bien es cierto que sólo participaron 4 coches en esa categoría. 
En 2019 reapareció con Ligier JS P217 LMP2 de Inter Europol Competition para disputar la primera mitad de la temporada. También disputó dos carreras en Estados Unidos en la Lamborghini Super Trofeo. En 2021 disputó una ronda como invitado de la Alpine Elf Europa Cup donde consiguió ganar la carrera.
Durante este periodo además de trabajar como mentor de otros jóvenes pilotos y como tester para algunas marcas de automóviles, también se ha centrado en su trabajo secundario como creador de contenido en su canal de YouTube dedicado a automoción. Suele ser invitado especial a garajes privados, pruebas y eventos exclusivos.

## Resumen de carrera
| Temporada    | Series                                         | Equipo                    | Carreras          | Victorias         | Poles             | VR                | Podios            | Puntos            | Pos.              |
| ------------ | ---------------------------------------------- | ------------------------- | ----------------- | ----------------- | ----------------- | ----------------- | ----------------- | ----------------- | ----------------- |
| 2004         | Fórmula Renault 1.6 Española                   | RACC Motorsport           | 12                | 1                 | 0                 | 0                 | 3                 | 87                | 4.º               |
| 2004         | 1000km Hyundai                                 | RACC Motorsport           |                   |                   |                   |                   |                   |                   | 7.º               |
| 2005         | Fórmula Renault 2.0 Italiana                   | Facondini Racing          | 14                | 0                 | 0                 | 0                 | 0                 | 28                | 16.º              |
| 2005         | Fórmula Renault Eurocup 2.0                    | Pons Racing               | 16                | 0                 | 0                 | 0                 | 0                 | 2                 | 32.º              |
| 2006         | Fórmula Renault 2.0 Italiana                   | Jenzer Motorsport         | 15                | 8                 | 5                 | 5                 | 12                | 378               | 1.º               |
| 2006         | Fórmula Renault Eurocup 2.0                    | Jenzer Motorsport         | 14                | 3                 | 4                 | 1                 | 3                 | 70                | 7.º               |
| 2007         | Fórmula 3 Euroseries                           | Signature-Plus            | 20                | 0                 | 0                 | 0                 | 0                 | 13                | 12.º              |
| 2008         | Fórmula 3 Euroseries                           | Prema Powerteam           | 20                | 0                 | 0                 | 1                 | 2                 | 16,5              | 14.º              |
| 2008         | 24 Horas de Barcelona                          | Top Speed                 |                   |                   |                   |                   |                   |                   | 2.º               |
| 2009         | GP2 Series                                     | Racing Engineering        | 20                | 0                 | 0                 | 1                 | 1                 | 4                 | 21.º              |
| 2009         | Fórmula Renault 3.5                            | Epsilon Euskadi           | 4                 | 0                 | 0                 | 0                 | 0                 | 5                 | 25.º              |
| 2009-10      | GP2 Asia Series                                | Trident Racing            | 4                 | 0                 | 0                 | 0                 | 0                 | 0                 | 27.º              |
| 2010         | GP2 Series                                     | Racing Engineering        | 19                | 1                 | 1                 | 0                 | 5                 | 51                | 4.º               |
| 2011         | GP2 Series                                     | Racing Engineering        | 18                | 0                 | 0                 | 0                 | 2                 | 39                | 9.º               |
| 2011         | GP2 Asia Series                                | Racing Engineering        | 4                 | 1                 | 1                 | 0                 | 0                 | 8                 | 9.º               |
| 2012         | GP2 Series                                     | Barwa Addax Team          | 4                 | 0                 | 0                 | 0                 | 0                 | 0                 | 28.º              |
| 2012         | Fórmula 1                                      | HRT F1 Team               | Piloto de pruebas | Piloto de pruebas | Piloto de pruebas | Piloto de pruebas | Piloto de pruebas | Piloto de pruebas | Piloto de pruebas |
| 2013         | GP2 Series                                     | MP Motorsport             | 10                | 0                 | 0                 | 0                 | 1                 | 25                | 18.º              |
| 2014         | Fórmula Acceleration 1                         | UK                        | 2                 | 0                 | 1                 | 1                 | 1                 | 28                | 10.º              |
| 2016         | CER Long Distance - Clase 1                    | Escudería Costa Daurada   | 1                 | 0                 | 0                 | 0                 | 0                 | 5                 | 32.º              |
| 2017         | SprintX GT Championship Series - GT Cup        | Precision Driving         | 2                 | 0                 | 0                 | 1                 | 2                 | 44                | 3.º               |
| 2019         | Lamborghini Super Trofeo Norte América - ProAm | Prestige Performance      | 2                 | 0                 | 0                 | 1                 | 2                 | 20                | 9.º               |
| 2019         | European Le Mans Series - LMP2                 | Inter Europol Competition | 3                 | 0                 | 0                 | 0                 | 0                 | 1                 | 34.º              |
| 2021         | Alpine Elf Europa Cup                          | Chazel Technologie Course | 2                 | 1                 | 0                 | 0                 | 1                 | Invitado          | Invitado          |
| Referencias: |                                                |                           |                   |                   |                   |                   |                   |                   |                   |

## Resultados

### GP2 Series
(Clave) (negrita indica pole position) (cursiva indica vuelta rápida puntuable)

| Año  | Escudería                     | 1   | 1   | 2   | 2   | 3   | 3   | 4   | 4   | 5   | 5   | 6   | 6   | 7   | 7   | 8   | 8   | 9   | 9   | 10  | 10  | 11  | 11  | 12  | 12  | Pos. | Puntos | Ref.   |
| ---- | ----------------------------- | --- | --- | --- | --- | --- | --- | --- | --- | --- | --- | --- | --- | --- | --- | --- | --- | --- | --- | --- | --- | --- | --- | --- | --- | ---- | ------ | ------ |
| 2009 | Fat Burner Racing Engineering | BAR | BAR | MON | MON | EST | EST | SIL | SIL | NÜR | NÜR | BUD | BUD | VAL | VAL | SPA | SPA | MNZ | MNZ | ALG | ALG |     |     |     |     | 21.º | 4      | [ 21 ] |
| 2009 | Fat Burner Racing Engineering | Ret | 19  | Ret | Ret | 12  | 7   | 13  | Ret | 16  | 8   | 11  | 11  | Ret | Ret | 10  | Ret | 15  | Ret | 9   | 3   |     |     |     |     | 21.º | 4      | [ 21 ] |
| 2010 | Racing Engineering            | BAR | BAR | MON | MON | EST | EST | VAL | VAL | SIL | SIL | HOC | HOC | BUD | BUD | SPA | SPA | MNZ | MNZ | YMC | YMC |     |     |     |     | 4.º  | 51     | [ 22 ] |
| 2010 | Racing Engineering            | 3   | 6   | 3   | Ret | 8   | 1   | 5   | 7   | 3   | 3   | 4   | 6   | 16  | 7   | Ret | DNS | Ret | 12  | 4   | 4   |     |     |     |     | 4.º  | 51     | [ 22 ] |
| 2011 | Racing Engineering            | EST | EST | BAR | BAR | MON | MON | VAL | VAL | SIL | SIL | NÜR | NÜR | BUD | BUD | SPA | SPA | MNZ | MNZ |     |     |     |     |     |     | 9.º  | 30     | [ 23 ] |
| 2011 | Racing Engineering            | 8   | 15  | 6   | 2   | Ret | 18  | 4   | 5   | 6   | 2   | 7   | Ret | 10  | Ret | 6   | 6   | 13  | 7   |     |     |     |     |     |     | 9.º  | 30     | [ 23 ] |
| 2012 | Barwa Addax Team              | KUA | KUA | SAK | SAK | SAK | SAK | BAR | BAR | MON | MON | VAL | VAL | SIL | SIL | HOC | HOC | BUD | BUD | SPA | SPA | MNZ | MNZ | SIN | SIN | 28.º | 0      | [ 24 ] |
| 2012 | Barwa Addax Team              |     |     | 19† | 11  | Ret | Ret |     |     |     |     |     |     |     |     |     |     |     |     |     |     |     |     |     |     | 28.º | 0      | [ 24 ] |
| 2013 | MP Motorsport                 | KUA | KUA | SAK | SAK | BAR | BAR | MON | MON | SIL | SIL | NÜR | NÜR | BUD | BUD | SPA | SPA | MNZ | MNZ | SIN | SIN | YMC | YMC |     |     | 18.º | 25     | [ 25 ] |
| 2013 | MP Motorsport                 |     |     |     |     |     |     |     |     |     |     |     |     | 14  | Ret | 20  | 19  | 18  | 9   | 10  | 21  | 5   | 2   |     |     | 18.º | 25     | [ 25 ] |

### GP2 Asia Series
(Clave) (negrita indica pole position) (cursiva indica vuelta rápida puntuable)

| Año     | Escudería          | 1    | 1    | 2    | 2    | 3    | 3    | 4    | 4    | Pos. | Puntos | Ref.   |
| ------- | ------------------ | ---- | ---- | ---- | ---- | ---- | ---- | ---- | ---- | ---- | ------ | ------ |
| 2009-10 | Trident Racing     | YMC1 | YMC1 | YMC2 | YMC2 | SAK1 | SAK1 | SAK2 | SAK2 | 27.º | 0      | [ 26 ] |
| 2009-10 | Trident Racing     |      |      | Ret  | 13   |      |      | 14   | 12   | 27.º | 0      | [ 26 ] |
| 2011    | Racing Engineering | YMC  | YMC  | IMO  | IMO  |      |      |      |      | 9.º  | 8      | [ 27 ] |
| 2011    | Racing Engineering | Ret  | 22   | 7    | 1    |      |      |      |      | 9.º  | 8      | [ 27 ] |

### Fórmula 1
(Clave) (negrita indica pole position) (cursiva indica vuelta rápida)

| Año     | Escudería   | 1   | 2   | 3   | 4   | 5      | 6   | 7   | 8   | 9      | 10     | 11     | 12     | 13  | 14  | 15  | 16     | 17  | 18  | 19  | 20  | Pos. | Puntos |
| ------- | ----------- | --- | --- | --- | --- | ------ | --- | --- | --- | ------ | ------ | ------ | ------ | --- | --- | --- | ------ | --- | --- | --- | --- | ---- | ------ |
| 2012    | HRT F1 Team | AUS | MYS | CHN | BHR | ESP TD | MON | CAN | EUR | GBR TD | GER TD | HUN TD | BEL TD | ITA | SIN | JPN | RCO TD | IND | ABU | USA | BRA |      |        |
| Fuente: |             |     |     |     |     |        |     |     |     |        |        |        |        |     |     |     |        |     |     |     |     |      |        |